# ارنا سولبرگ
اِرنا سُلبِرگ (نروژی: Erna Solberg؛ زاده ۲۴ فوریهٔ ۱۹۶۱) سیاست‌مدار اهل نروژ است که از سال ۲۰۱۳ نخست‌وزیر نروژ، و از سال ۲۰۰۴ رهبر حزب محافظه‌کار بوده‌است. او در حال حاضر بالاترین مقام اجرایی نروژ است.
سولبرگ از سال ۱۹۸۹ یکی از اعضای استورتینگ و از سال ۲۰۰۱ تا ۲۰۰۵ وزیر «دولت محلی و توسعه منطقه‌ای» دولت شل مگنه بوندویک بوده‌است. او در دوران وزارت، سیاست مهاجرت را تشدید کرد و یک پیشنهاد برای تغییر تقسیمات کشوری ارائه کرد. پس از انتخابات مجلس ۲۰۱۵ او توانست ریاست حزب محافظه‌کار را به دست گیرد.
با پیروزی در انتخابات ۲۰۱۳ پس از گرو هارلم بروندلاند او دومین نخست‌وزیر مؤنث نروژ شد. کابینه سولبرگ که اغلب به آن کابینه آبی-آبی می‌گویند یک دولت دو حزبی متشکل از حزب محافظه‌کار و نیز حزب توسعه است. این کابینه همکاری رسمی با حزب لیبرال غیر سوسیالیست و نیز حزب دموکرات مسیحی استورتینگ دارد. در سال ۲۰۱۷ این دولت مجدداً در انتخابات پیروز میدان شد.

## زندگی خانوادگی و تحصیلات
سولبرگ در برگن نروژ زاده شد و در یک شهر همسایه به نام کالفارت بزرگ شد. پدرش مشاور سیاسی و مادرش کارمند بود. خانم سولبرگ دو خواهر دارد یکی از آن بزرگ‌تر و دیگری کوچک‌تر از وی هستند.
وقتی ۱۶ سال داشت در مدرسه مشکل داشت و تشخیص دادند مشکل خوانش‌پریشی دارد. با این وجود در کلاس دانش‌آموز فعالی بود. در آخرین سال دبیرستان در سال ۱۹۷۹ برای تیم اتحاد دانش‌آموزی نروژ انتخاب شد (برای دفاع از حقوق دانش‌آموزی) و در همان سال رویداد خیرخواهانه ملی برای کمک به جامائیکا را هدایت نمود.
در سال ۱۹۸۶ از دانشگاه برگن در رشته جامعه‌شناسی، علوم سیاسی، آمار و اقتصاد کارشناسی ارشد گرفت.
در ۱۹۹۶ با یک تاجر و از اعضای قبلی حزب محافظه‌کار به نام سیندر فینس (Sindre Finnes) ازدواج کرد و از او بچه دارد. خانواده در برگن و نیز اسلو زندگی کرده‌اند.

## فعالیت‌های سیاسی

### حکومت محلی
در دوره‌های ۱۹۷۹–۱۹۸۳ و ۱۹۸۷–۱۹۸۹ سولبرگ عضو شورای شهر برگن بود.

### نمایندگی مجلس
در سال ۱۹۸۹ از هوردالاند او اولین کسی بود که برای استورتینگ انتخاب شد.

### وزارت
سلبرگ از سال ۲۰۰۱ تا ۲۰۰۵ وزیر دولت محلی و توسعه منطقه‌ای بود. به دلیل سیاست‌های سختگیرانه‌ای که در قبال پناهندگان داشت رسانه‌ها به او لقب «ارنای آهنین» دادند.
در ۲۰۰۳ به تقلید از بریتانیا شوراهایی را برای احکام اسلام وارد کرد و در ۲۰۰۴ گفت قصد دارد مهاجرت به نروژ را افزایش دهد.

### رهبر حزب
از سال ۲۰۰۲ تا ۲۰۰۴ در حزب محافظه‌کار معاون رئیس بود و در سال ۲۰۰۴ به ریاست این حزب رسید.

### نخست‌وزیر

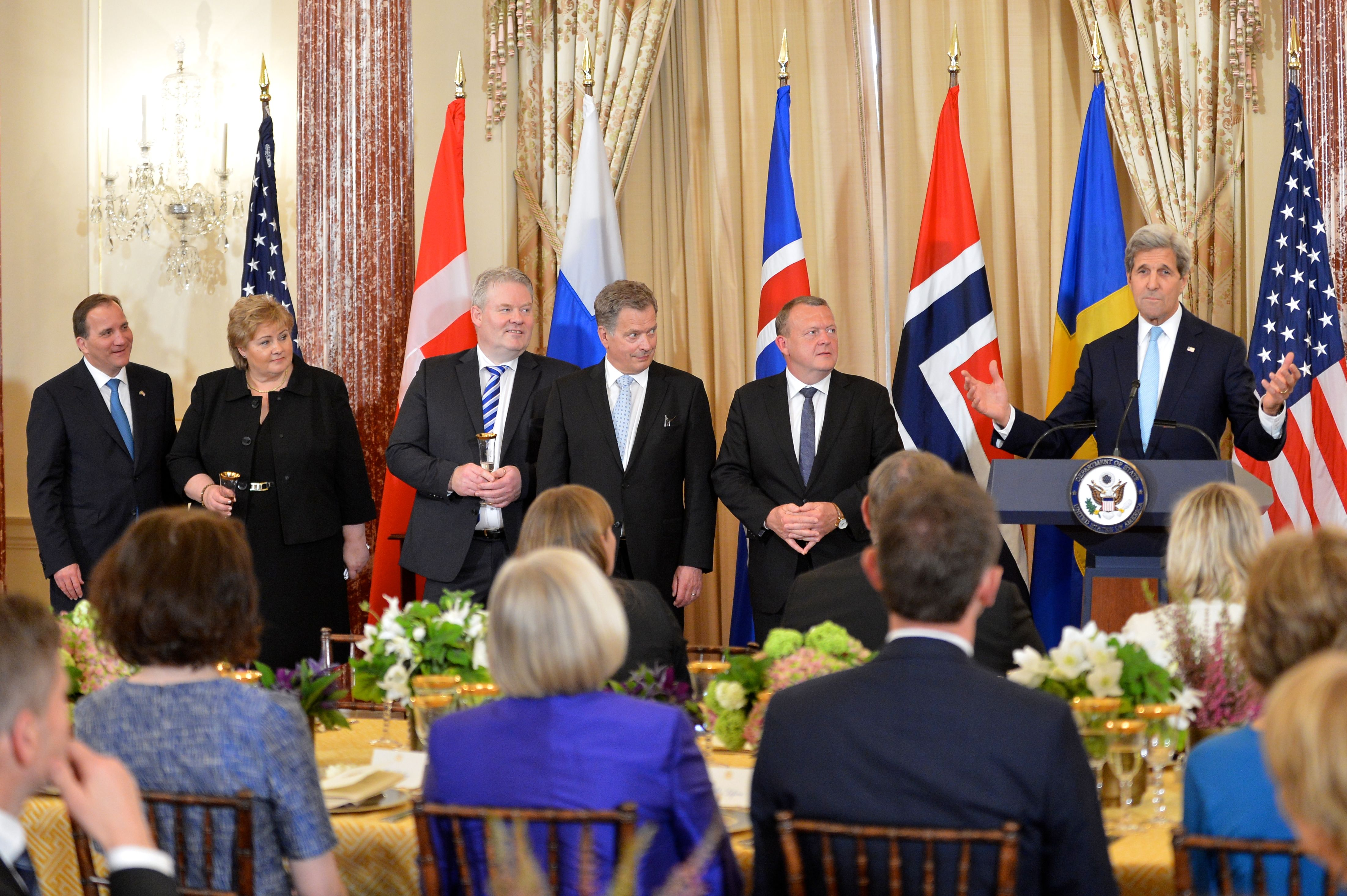
سلبرگ و سایر رهبران منطقه نوردیک در واشینگتن

در ۹ سپتامبر ۲۰۰۹ پس از پیروزی در یک انتخابات عمومی به کرسی ریاست دولت رسید و در ۱۶ اکتبر ۲۰۱۳ به نخست‌وزیری منصوب شد. سلبرگ پس از گرو هارلم بروندلاند دومین نخست‌وزیر مؤنث نروژ است.

## پروندهٔ مردخای وانونو
در آوریل ۲۰۰۸ آشکار شد سولبرگ در سال ۲۰۰۴ به عنوان وزیر دولت محلی و توسعه منطقه‌ای با پناهندگی مردخای وانونو افشاگر تسلیحات هسته‌ای اسرائیل موافقت نکرده‌است.
با این که رئیس مهاجرت نروژ حاضر بود به وانونو پناهندگی بدهد، تصمیم نهایی بر این شد که درخواست وانونو رد شود، چرا که بیرون از خاک نروژ نوشته شده‌بود.
انتشار یک سند طبقه‌بندی نشده فاش ساخت که سولبرگ و دولتش بر این باور بودند که استرداد وانونو از اسرائیل بر خلاف وجهه نروژ به عنوان هم‌پیمان این کشور و سیاست‌های آن در خاورمیانه است. سولبرگ انتقادها را رد و از تصمیم خود دفاع کرد.

## افتخارات

### افتخارات ملی
- فرمانده نروژی نشان سنت اولاو (2005)
- مدال جوبیلی پادشاه نروژ هارالد پنجم 1991–2016 (2016)